# Parafia św. Franciszka z Asyżu w Wadowicach Dolnych
Parafia św. Franciszka z Asyżu w Wadowicach Dolnych – parafia rzymskokatolicka, znajdująca się w diecezji tarnowskiej, w dekanacie Radomyśl Wielki.

## Historia i obszar parafii
Parafia w Wadowicach Dolnych powstała w 1925 roku. Regularne duszpasterstwo funkcjonuje od 1912 roku kiedy wybudowano kościół pw. św. Franciszka - obecny kościół parafialny, wzniesiony pośrodku ówczesnej jednej parafii Wadowice. Po wydzieleniu Wadowic Dolnych, świątynia znalazła się nieco na skraju terytorium parafii.
Parafia skupia mieszkańców 6 wiosek: Wadowice Dolne, część Wampierzowa, Wierzchowiny, Wola Wadowska, Kosówka i Zabrnie. Od 2022 proboszczem parafii jest ks. Edward Kobos. 